# Urugwaj na Letnich Igrzyskach Olimpijskich 1948
Urugwaj na Letnich Igrzyskach Olimpijskich 1948 reprezentowało 61 zawodników, 60 mężczyzn i 1 kobieta.

## Zdobyte medale
| Medal  | Zawodnik                             | Dyscyplina  | Konkurencja              |
| ------ | ------------------------------------ | ----------- | ------------------------ |
| Srebro | Eduardo Risso                        | Wioślarstwo | jedynka mężczyzn         |
| Brąz   | William Jones Juan Antonio Rodríguez | Wioślarstwo | dwójka podwójna mężczyzn |